# جون آندر اولاساگاستی
جون آندر اولاساگاستی (انگلیسی: Jon Ander Olasagasti؛ زادهٔ ۱۶ اوت ۲۰۰۰) بازیکن فوتبال اهل اسپانیا است که در پست هافبک برای رئال سوسیداد بازی می‌کند.
وی همچنین در تیم ملی فوتبال زیر ۲۱ سال اسپانیا بازی کرده‌است.